# 山本藤助
山本 藤助（やまもと とうすけ）は、海運業で成功した大阪の豪商が襲名した名前。山本汽船、山本鋼業などを経営した。

## 歴代
- 初代山本藤助 - 1901年没。古銭商。大阪府人・伊賀安兵衞の二男[1]。1872年に山本を称し開業[2]。1896年海運業開始し、古銅鉄商から、洋鉄商主体に転換する[2]。
- 2代山本藤助 - 1874年生-1926年没。鳥取県士族・山田頼実の長男（旧名・実）で、初代藤助の長女としの入夫[3]。京都府商業学校を卒業後、帝国海上保険、内国生命保険などの勤務を経て、1902年に山本家に入り、鉄材の卸売業と海運業を本格化し、第一次世界大戦景気で巨利を得る[3][4]。1917年には八木与三郎、田附政次郎らと帝塚山学院を創立し、1918年には別府土地信託を創業、約3万坪の埋立事業を行なった（当地にはその名をとった藤助橋がある）[5]。1920年、別府土地創業、衆議院議員当選(鳥取県第一区)[2]。
- 3代山本藤助 - 1903年生-1964年没[4]。2代藤助の長男（幼名・丑之助）[1]。大阪府立今宮中学校を経て、1927年同志社大学経済学部卒[4][要検証 – ノート]。家業である鉄材卸の山本商店と山本汽船の社長をはじめ、別府土地の社長、大阪製鉄の取締役を務めたほか、帝塚山学院の理事長も務めた[4]。妻のアヤは貴志弥右衛門の長女で貴志康一の妹。
- 4代山本藤助 - 1933年生[6]。3代藤助の長男（旧名・宏一）。1957年同志社大学経済学部卒業。1965年、山本商事社長に就任[6]。

## 山本汽船
第一次大戦勃発による海運業好況に乗じて、1918年に山本藤助商店の汽船部を独立させて「山本汽船株式会社」を創立、2代目藤助が初代社長となる（資本金200万円、大阪市南区安堂寺橋通り1丁目）。新造船を順次進水させて事業を発展させたが、1926年に社長が急逝し、3代目藤助が継承、貸船主義にて営業し、浅間丸、南華丸は山下汽船へ、遼海丸は国際運輸へ、元山丸は帝国汽船、近海郵船へ貸し出された。1943年には日本郵船と徹底的提携を結び事業を拡大、当時船隊計14隻を所有するほか、大戦中に4隻を建造していたが、戦争中にそのうちの15隻を撃沈された。